# Гробница Гал Ференца у Суботици
Гробница Гал Ференца у Суботици је подигнута 1906. године као надгробни споменик Ференца Гала (мађ. Gaál Ferenc) (1860—1906), композитора, професора и хоровође и представља непокретно културно добро као споменик културе од великог значаја.
Споменик спада у ред симболичких надгробних споменика у стилу сецесије, рад вајара Алберт Келера. На надгробном споменику је уклесано име аутора: Keller Albert szobrász Szabadka 1906. Над самом хумком се издиже постоље које се продужава у висину и чини ослонац женској фигури у природној величини, која стоји усправног тела али погнуте главе. Она је ослоњена на плочу, а рукама придржава ловорове венце са по три траке. Око главе јој је изведен вео који стилски повезује косу и мараму. Плашт девојке који покрива тело, оперважен је широким појасом испод груди, са у плитком рељефу изведеном флоралном декорацијом и траком која тече према доле.
На постаменту, на прочељу се налази натпис. Хумка је ограђена каменом, истоветним као надгробни споменик и оградом од ливеног гвожђа у истом стилу.